# Bob Valentine
Robert Bonar Valentine dit Robert Valentine ou Bob Valentine, né le 10 mai 1939 à Dundee, est un ancien arbitre écossais de football. Il fut arbitre dès 1971 et officia internationalement entre 1977 et 1989.

## Carrière
Il a officié dans des compétitions majeures :  
- Coupe d'Écosse de football 1976-1977 (finale)
- JO 1980 (2 matchs)
- Coupe du monde de football des moins de 20 ans 1981 (2 matchs)
- Coupe du monde de football de 1982 (2 matchs)
- Coupe d'Écosse de football 1983-1984 (finale)
- Coupe de la Ligue écossaise de football 1983-1984 (finale)
- Euro 1984 (1 match)
- Coupe UEFA 1985-1986 (finale retour)
- Coupe de la Ligue écossaise de football 1986-1987 (finale)
- Euro 1988 (1 match)